# Camada superficial

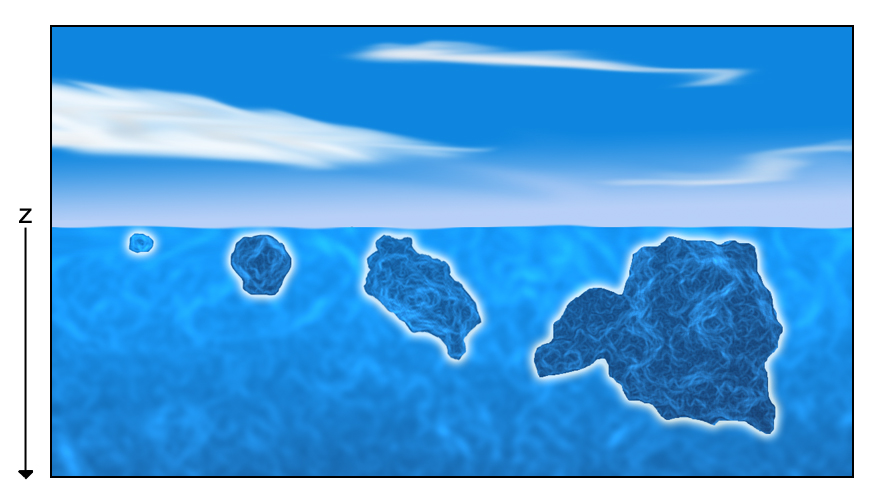
imagem de uma camada superficial marinha.

A camada superficial é a camada de um fluido turbulento mais afetada pela interação com uma superfície sólida ou uma superfície que separam um gás e um líquido.
Na camada superficial as características da turbulência dependem da distância até a interface. As camadas superficiais são caracterizadas por grandes gradientes da velocidade tangencial e por grandes gradientes da concentração de todas as substâncias (temperatura, umidade, sedimentos etc.) transportadas para ou da interface. O termo é usado mais na meteorologia e na oceanografia. A camada superficial atmosférica é a parte mais baixa da camada limite atmosférica.